# Lipopolisaccaride N-acetilglucosaminiltransferasi
La lipopolisaccaride N-acetilglucosaminiltransferasi è un enzima appartenente alla classe delle transferasi, che catalizza la seguente reazione:
UDP-N-acetil-D-glucosammina + lipopolisaccaride ⇄ UDP + N-acetil-D-glucosamminillipopolisaccaride
L'enzima trasferisce residui N-acetilglucosamminili al residuo di D-galattosio del core del lipopolisaccaride parzialmente completo. [cf. lipopolisaccaride 3-alfa-galattosiltransferasi (numero EC 2.4.1.44), lipopolisaccaride glucosiltransferasi I (numero EC 2.4.1.58), lipopolisaccaride glucosiltransferasi II (numero EC 2.4.1.73)].